# Winterrog
De spiegel- of winterrog (Leucoraja ocellata) is een rog uit de familie Rajidae. Deze kraakbeenvis komt voor in kustwateren met een grind- of zandbodem, in het noordwestelijk deel van de Atlantische Oceaan van Labrador tot South Carolina. De winterrog is bij 70 cm geslachtsrijp en kan meer dan een meter lang worden. Jonge winterroggen lijken op de kleine rog. De winterrog heeft een groot aantal donkere stippels op de rug en op beide kanten van op de rug één tot vier grotere, donkerbruine stippels met een lichte rand ('ogen'). De onderzijde is wit, soms lichtbruin vlekkerig (wat bij meer roggensoorten voorkomt). 

## Natuurbeschermingsstatus
Winterroggen komen voor op een diepte tussen de 0 en 300 m, maar meestal onder de 150 m. De winterrog is gevoelig voor overbevissing door visserij met bodemsleepnetten, waarmee in de VS en Canada gericht gevist wordt op roggen. Hij wordt ook gevangen als bijvangst bij andere vormen van visserij. Voor de Canadese kust is een achteruitgang van 90-98% tussen 1970 en 2000 geconstateerd, wat neerkomt op ca. 9% achteruitgang per jaar. De soort staat als bedreigde diersoort op de internationale Rode Lijst van de IUCN.